# 1163
سنة 1163 كانت سنة بسيطة تبدأ يوم الثلاثاء (الرابط يظهر نموذج التقويم الكامل للسنة) من التقويم اليولياني.

## مواليد
- ابن الأثير الكاتب شاعر وكاتب ولغوي عربي
- ابن الدبيثي فقيه ومحدث ومؤرخ وعالم مسلم
- الصالح إسماعيل
- علم الدين السخاوي

## وفيات
- عبد المؤمن بن علي.
- بالدوين الثالث.